# Ключ 192
Ключ 192 (иер. 鬯) со значением «жертвенное вино», 192 по порядку из 214 традиционного списка иероглифических ключей, используемых при написании иероглифов. Записывается 10 штрихами.
В словаре Канси под этим ключом содержится 8 иероглифов (из 49 030).

Вид ключа в Цзягувэнь
Вид ключа в Цзиньвэнь
Вид ключа в большой печати Чжуаньшу
Вид ключа в малой печати Чжуаньшу

## Примеры иероглифов
| Доп. черты | Иероглифы |
| ---------- | --------- |
| 0          | 鬯        |
| 17         | 鬰        |
| 19         | 鬱        |
| 32         | 灪        |
| 33         | 爩        |

- Примечание: Ваш браузер может отображать иероглифы неправильно.